# 布蘭達·查普曼
布蘭達·查普曼 （Brenda Chapman，1962年11月1日—）是一名美国编剧、动画师和电影导演。1998年，她导演了梦工厂动画《埃及王子》，使她成为第一位女性动画电影导演。2012年担任编剧和联合导演的《勇敢传说》赢得第70届金球奖、第66届英国电影学院奖和第85届奥斯卡金像奖最佳动画电影奖。

## 生平
她在加州艺术学院学习动画制作。她丈夫是电影导演凱文·利瑪。

## 导演作品
- 埃及王子（The Prince of Egypt，1998年），联合导演
- 勇敢传说（Brave，2012年），联合导演、编剧